# 아람 하차투리안
아람 하차투리안(아르메니아어: Արամ Եղիայի Խաչատրյան 아람 예기아이 하차트랸 [ɑˈɾɑm jɛʁjɑˈji χɑtʃʰɑt(ə)ˈɾjɑn], 러시아어: Ара́м Ильи́ч Хачатуря́н 아람 일리치 하차투랸[*], 1903년 6월 6일 ~ 1978년 5월 1일)은 아르메니아의 서양 고전 음악 작곡가이다. 소련 음악계를 주도한 작곡가 중 하나로 평가받는다.

## 생애
하차투리안은 조지아의 가난한 아르메니아계 집안에서 태어났다. 부모님은 서로 얼굴도 모른 채 어린 나이에 약혼해 아이들을 낳았는데, 아람 하차투리안은 4남 1녀 중 막내로 태어났다. 그는 어렸을 때 음악을 좋아했지만 배울 기회가 없었다. 1921년 그는 러시아어도 모르고 음악에 대한 지식도 없는 채 음악을 배우기 위해 홀로 모스크바로 갔다. 하지만 그가 Gnesin Institute에서 미하일 그네신에게 작곡을 배우면서 음악적 재능을 나타내기 시작했다. 1929년에 모스크바 콘소바토리로 전학하여 니콜라이 먀스콥스키를 사사했다. 1951년에 모스크바의 Gnesiny State Musical and Pedagogical Institute와 모스크바 콘소바토리의 교수가 되었다. 하차투리안은 75번째 생일을 앞두고 모스크바에서 죽었다.

## 작품
그는 아르메니아 전통음악의 영향을 받았다. 그의 작품으로는 바이올린·첼로·피아노를 위한 협주곡과 세 개의 교향곡, 그리고 발레곡 《스파르타쿠스》와 《가야네》가 있다. 특히 가야네는 그 한 악장인 〈칼춤〉으로 유명하며, 아르메니아 소비에트 사회주의 공화국의 국가를 작곡한 사람으로 알려져 있다.